# Hans Berliner
Hans Jack Berliner (nascut a Berlín, Alemanya, el 27 de gener de 1929), és un professor de Ciència computacional a la Universitat Carnegie Mellon; és excampió del món d'escacs per correspondència, en el període 1965–68. Té el títol de Gran Mestre d'escacs per correspondència, i el de Mestre Internacional d'escacs sobre el tauler. Va dirigir la construcció de la computadora d'escacs HiTech. Berliner també és escriptor d'escacs.

## Biografia i resultats destacats en competició
Berliner va néixer a Berlín, però quan tenia vuit anys la seva família es va mudar a Amèrica per escapar de la persecució nazi, i varen fixar la seva residència a Washington, D.C.. Va aprendre a jugar als escacs als 13 anys, i ràpidament van esdevenir la seva ocupació principal.
Berliner és mencionat a "How I Started To Write" (“Com vaig començar a escriure”), un assaig de Carlos Fuentes, on és descrit com a "un noi extremadament brillant", amb "una brillant ment matemàtica". "Sempre recordaré la seva cara, fosca i tremolosa, el seu nas aguilenc, i els seus ulls brillants i enfonsats, amb la seva gran tristesa, la sensibilitat de les seves mans..."
El 1949, va esdevenir mestre, va guanyar el Campionat del Districte de Colúmbia (el primer dels cinc cops que va guanyar-lo) i el Campionat dels Estats del Sud, i va empatar al segon lloc amb Larry Evans al campionat de l'estat de Nova York. També va guanyar el Campionat de l'Estat de Nova York de 1953 (el primer cop que el guanyava un no-novaiorquès), l'obert dels Eastern States de 1956 dirigit per Norman Tweed Whitaker a Washington, D.C., per davant de William Lombardy, Nicolas Rossolimo, Bobby Fischer (de 13 anys) i Arthur Feuerstein, i el torneig Campionat de Campionats de 1957.
El 1952 Berliner va participar en la 10a Olimpíada d'escacs, a Hèlsinki, i hi entaulà l'única partida que va disputar, al segon tauler reserva. Berliner va participar quatre cops al Campionat d'escacs dels Estats Units. El 1954 a Nova York, hi va puntuar 6½/13 per empatar als llocs 8è–9è; (el campió fou Arthur Bisguier). Els altres tres cops que participà en el campionat, el campió fou Fischer. El 1957–58 a New York, Berliner hi obtingué el seu millor resultat, un cinquè lloc, amb 7/13. El 1960–61 a Nova York, hi puntuà 4½/11, empatant als llocs 8è–10è. Finalment el 1962–63 a Nova York, hi puntuà 5/11 per empatar als llocs 7è–8è.
Berliner tenia talent per molts aspectes dels escacs. Consta que va oferir una exhibició de simultànies a cegues a sis taulers al Washington Chess Divan, guanyant les sis partides contra forts jugadors locals.

### Joc per correspondència
Berliner és conegut per les seves fites en joc per correspondència, i especialment, per la seva victòria al 5è Campionat del món d'escacs per correspondència el 1965. Va guanyar amb l'extraordinari resultat de 14/16 (dotze victòries i quatre taules), amb un marge de tres punts, el triple que qualsevol altre guanyador en aquests campionats.
La partida de Berliner en la qual jugava una defensa dels dos cavalls per vèncer Iàkov Estrin al Campionat del món per correspondència de 1965 és una de les més famoses i importants partides dels escacs per correspondència.
El 31 de març de 2005, Berliner tenia encara, per molt, el més alt Elo de la Federació Internacional d'Escacs per Correspondència (ICCF) de tots els jugadors estatunidencs, amb 2726 punts, 84 punts per sobre del segon jugador amb Elo més alt. Els seus 2726 punts el situaven en el tercer lloc mundial de la llista de la ICCF, darrere Joop van Oosterom (2741) i Ulf Andersson (2736).
Al seu llibre de 1999 'The System, Berliner hi proposava que el moviment 1.d4 dona a les blanques un gran, i probablement decisiu, avantatge.

### Programador
Mentre programava la màquina HiTech, Berliner va trobar-se amb problemes per implementar l'avaluació de la posició al tauler. Va decidir que per explorar el problema podria escriure una funció d'avaluació per a un altre joc: el backgammon. El resultat fou BKG 9.8, escrit a les darreries dels 1970 sobre un DEC PDP-10. Versions anteriors de BKG jugaven malament fins i tot contra jugadors dolents, però Berliner va adonar-se que els seus errors crítics es produïen sempre en les transicions. Va implementar principis de la lògica difusa per suavitzar la transició entre les fases, i cap al juliol de 1979, BKG 9.8 era prou fort com per jugar contra el campió del món regnant, Luigi Villa. El programa va guanyar el matx per 7–1, esdevenint així el primer programa d'ordinador a vèncer un campió del món en algun joc. Berliner va indicar que la victòria va tenir un gran percentatge de sort, ja que l'ordinador va rebre tirades de daus més favorables.
Berliner viu actualment a Florida, i ha treballat per ajudar a desenvolupar programes d'escacs en els seus darrers anys.

## Llibres
- Berliner, Hans. The System: A World Champion's Approach to Chess.  Gambit Publications, 1999. ISBN 1-901983-10-2.